# الجابية، شبوة
الجابية هي إحدى قرى الجمهورية اليمنية. تتبع جغرافيا لمحافظة شبوة و إداريًا لمديرية عتق. يبلغ تعداد سكانها 1000 نسمة حسب الإحصاء الذي أجري عام 2004.